# Tutti vs. tutti
Tutti vs. tutti è un album del gruppo italiano Ritmo Tribale, pubblicato nel 1992.

## Tracce
1. Per me
2. Stato di rovina
3. Mother
4. See me
5. Nessuno
6. Ci sei
7. Domina
8. Maya
9. Trascinami
10. Huomini

## Formazione
- Stefano "Edda" Rampoldi - voce
- Andrea Scaglia - chitarra, cori, voce in Per me
- Fabrizio Rioda - chitarra ritmica, cori
- Andrea "Briegel" Filipazzi - basso
- Luca "Talia" Accardi - tastiere
- Alex Marcheschi - batteria